# Diecezja Fenyang
Diecezja Fenyang (łac. Dioecesis Feniamensis, chiń. 天主教汾阳教区) – istniejąca w latach 1946–2024 rzymskokatolicka diecezja ze stolicą w Fenyang, w prefekturze miejskiej Lüliang, w prowincji Shanxi, w Chińskiej Republice Ludowej. Biskupstwo było sufraganią archidiecezji Taiyuan.

## Historia
12 maja 1926 papież Pius XI brewe In omnes erygował wikariat apostolski Fenyang. Dotychczas wierni z tych terenów należeli do wikariatu apostolskiego Taiyuan (obecnie archidiecezja Taiyuan). 28 października 1926 wikariusz apostolski Fenyang, Louis Chen Guodi OFM, znalazł się wśród pierwszych księży chińskiego pochodzenia wyświęconych na biskupów. Sakry udzielił im osobiście papież Pius XI w Watykanie.
W wyniku reorganizacji chińskich struktur kościelnych dokonanych przez Piusa XII 11 kwietnia 1946 wikariat apostolski Fenyang został podniesiony do rangi diecezji.
Z 1950 pochodzą ostatnie pełne, oficjalne kościelne statystyki. Diecezja Fenyang liczyła wtedy:
- 15 618 wiernych (0,7% społeczeństwa)
- 31 kapłanów (30 diecezjalnych i 1 zakonny)
- 21 parafii.

Od zwycięstwa komunistów w chińskiej wojnie domowej w 1949 diecezja, podobnie jak cały prześladowany Kościół katolicki w Chinach, nie może normalnie działać. Biskup Simon Lei Zhenxia został aresztowany w 1955, a w 1970 zamordowany. W 1958 Patriotyczne Stowarzyszenie Katolików Chińskich mianowało ks. Anthoniego Gao Yonga swoim ordynariuszem w Fenyang. W 1962 przyjął on sakrę bez zgody papieża zaciągając na siebie ekskomunikę latae sententiae. Zmarł on w 1980.
Życie religijne w diecezji odradzało się od 1979, gdy władze uwolniły 16 księży i zwróciły niektóre kościoły. W 1982 Patriotyczne Stowarzyszenie Katolików Chińskich zmieniło granice diecezji dostosowując je do świeckich granic administracyjnych (w nowych granicach diecezja obejmuje 13 powiatów, podczas gdy wcześniej należało do niej 15 powiatów). Odbyło się to bez zgody papieża, więc decyzja ta jest nieważna z punktu widzenia prawa kanonicznego.
W 1991 kolejnym biskupem został John Huo Cheng, w latach 1966–1980 więzień obozu pracy. Przed 1966 i po zwolnieniu pracował w szpitalu do 1983, gdy władze pozwoliły mu powrócić do pracy duszpasterskiej. Zmarł 2 stycznia 2023. Miał uznanie zarówno Stolicy Apostolskiej jak i rządu w Pekinie.
20 stycznia 2025 do publicznej wiadomości została podana decyzja papieża Franciszka z 28 października 2024 o zamknięciu diecezji Fenyang i utworzeniu na części jej terytorium diecezji Lüliang.

## Ordynariusze

### Wikariusze apostolscy
- Louis Chen Guodi OFM (1926–1930)
- Francis Liu Jinwen (1930–1946)

### Biskupi
- Francis Liu Jinwen (1946–1948)
- Simon Lei Zhenxia (1949–1970) aresztowany w 1955, nie miał po tym czasie realnej władzy w diecezji
- sede vacante (być może urząd sprawował biskup(i) Kościoła podziemnego) (1970–1991)
- John Huo Cheng (1991–2023)

### Antybiskup
Ordynariusz mianowany przez Patriotyczne Stowarzyszenie Katolików Chińskich nieposiadający mandatu papieskiego:
- Anthony Gao Yong (1962–1980) de facto od 1958